# Schaumbergswustung
Schaumbergswustung ist ein Gemeindeteil des Marktes Mitwitz im Landkreis Kronach (Oberfranken, Bayern).

## Geographie
Die Einöde liegt direkt an der Grenze zu Thüringen. Eine Gemeindeverbindungsstraße führt nach Bächlein (0,9 km südwestlich) bzw. nach Haderleinswustung zur Staatsstraße 2708 (0,3 km nordöstlich). Ein Anliegerweg führt nach Krötendorfswustung (0,3 km südlich).

## Geschichte
Gegen Ende des 18. Jahrhunderts bestand Schaumbergswustung aus einem Anwesen. Das Hochgericht übte das Halsgericht Mitwitz aus. Die Herrschaft Mitwitz war Grundherr des Einödgehöfts.
Mit dem Gemeindeedikt wurde Schaumbergswustung dem 1808 gebildeten Steuerdistrikt Mitwitz und der 1818 gebildeten Ruralgemeinde Kaltenbrunn zugewiesen. Am 1. Januar 1974 wurde Schaumbergswustung mit Kaltenbrunn im Zuge der Gebietsreform in Bayern nach Mitwitz eingegliedert.

## Einwohnerentwicklung
| Jahr      | 001818 | 001861 | 001871 | 001885 | 001900 | 001925 | 001950 | 001961 | 001970 | 001987 |
| Einwohner |        | 5      | 2      | 9      | 13     | 7      | 11     | 6      | 7      | 6      |
| Häuser    | 1      |        |        | 1      | 1      | 1      | 1      | 1      |        | 1      |
| Quelle    | [ 5 ]  | [ 7 ]  | [ 8 ]  | [ 9 ]  | [ 10 ] | [ 11 ] | [ 12 ] | [ 13 ] | [ 14 ] | [ 1 ]  |

## Religion
Der Ort ist evangelisch-lutherisch geprägt und war ursprünglich nach St. Jakobus (Mitwitz) gepfarrt, seit dem 19. Jahrhundert ist die Pfarrei St. Laurentius (Burggrub) zuständig. Die Katholiken sind nach Mariä Geburt (Glosberg) gepfarrt.